# Vladimir Leončenko
Vladimir Valer'evič Leončenko (in russo Владимир Валерьевич Леонченко?; Mosca, 11 aprile 1972) è un dirigente sportivo ed ex calciatore russo, di ruolo centrocampista.